# Edifici del Museu Comarcal de l'Horta Sud
L'Edifici del Museu Comarcal de l'Horta Sud, és un habitatge d'ús residencial situat al carrer de la Mare de Déu de l'Olivar, 30 de Torrent. És Bé de Rellevància Local amb identificador nombre 46.14.244-028. Construït en els segles XIX i XX, és la seu del Museu Comarcal de l'Horta Sud.